# آر إم (أمر يونكس)
الأمر rm وهو مشتق من الكلمة الإنجليزية 'Remove' والتي تعني حذف أو إزالة. يمكن بواسطة هذا الأمر إزالة الملفات.
من أكثر الإضافات استعمالا:
r- مسح المجلدات ومحتوياتها.
i- إضافة سؤال التأكد لكل ملف قبل أن يحذف.
f- لتجاهل التأكد والملفات غير الموجودة.

## تاريخه
أمر rm ظهر لأول مرّة في الإصدار الأول لنظام يونكس من شركة أي تي أند تي.